# Трубино (Калузька область)
Трубино (рос. Трубино) — село в Жуковському районі Калузької області Російської Федерації.
Населення становить 776 осіб. Входить до складу муніципального утворення Село Трубино.

## Історія
Від 2004 року входить до складу муніципального утворення Село Трубино

## Населення
| 2002 | 2010 |
| ---- | ---- |
| 734  | ↗776 |